# Її друг бандит
«Її друг банди́т» (англ. Her Friend the Bandit) — американський короткометражний фільм 1914 року за участю Чарлі Чапліна. З 16 хвилин збереглося фрагментів лише на 5.37 хвилин.

## Сюжет
Короткометражна історія про закохану в бандита юну спокусницю.

## У фільмі знімались
- Чарлі Чаплін — Бандит
- Мейбл Норманд — Мейбл
- Чарльз Мюррей — Каунт де Бінс
- Глен Кевендер
- Вільям Хаубер
- Шарлотта Сінглтон
- Філліп Тайрон